# 葵官
葵官，《红楼梦》人物，姓韦，贾府买来的十二个唱戏的女孩子之一（其餘是：文官、寶官、玉官、齡官、菂官、藕官、蕊官、茄官、芳官、豆官、艾官），攻大花面，戏班解散后，送给史湘云当丫鬟，被史湘云改名为“韦大英”，取“惟大英雄能本色”之意。未有下文。